# Répartition des compétences dans la Belgique fédérale
Le royaume de Belgique forme — officiellement depuis 1993 — un État fédéral régi par le principe juridique de l'équipollence des normes.

## Principes du fédéralisme belge

### Double niveau
Le fédéralisme belge se construit sur un double niveau : territorial et linguistique. Il existe ainsi trois régions ayant une assise territoriale — flamande, wallonne et Bruxelles-Capitale — et trois communautés à base linguistique, la flamande, la française et la germanophone.

### Compétences exclusives
L'État fédéral (ou « Autorité fédérale »), les communautés et les régions disposent chacun de « compétences exclusives » : seule l'institution investie d'un domaine d'action peut y intervenir (y compris dans les relations internationales) et y édicter des législations. La Belgique est en effet le seul État fédéral à appliquer aussi strictement le principe de l'équipollence des normes, qui donne aux lois fédérées le même niveau hiérarchique que les lois fédérales.

### Majorités spéciales
Les lois qui accordent ou explicitent les compétences régionales ou communautaires relèvent de la catégorie des lois spéciales : leur adoption requiert la majorité des deux tiers des suffrages exprimés, à la double condition que la moitié des parlementaires francophones et des parlementaires néerlandophones soit présente, et que la moitié des personnes présentes ait voté en faveur du texte.

## Répartition des compétences
Selon l'article 35 de la Constitution, « L'autorité fédérale n'a de compétences que dans les matières que lui attribue formellement la Constitution », tandis que « les communautés ou les régions, chacune pour ce qui la concerne, sont compétentes pour les autres matières, dans les conditions et selon les modalités fixées par la loi ». Toutefois, l'article 35 de la Constitution n'étant pas entré en vigueur, c'est la loi spéciale du 8 août 1980 qui établit formellement les compétences communautaires et régionales. L'adoption d'une loi spéciale est requise afin que cet article sorte ses effets.

### Juridique
| Autorité fédérale | Communautés | Régions |
| Compétences d'attribution | Compétences d'attribution | Compétences d'attribution |
| --- | --- | --- |
| | - Matières culturelles - Patrimoine - Jeunesse - Sports - Formation - Médias - Enseignement - Coopération entre les communautés, ainsi que la coopération internationale - Matières personnalisables - Politique de santé - Aide aux personnes - Emploi des langues - Recherche scientifique - Coopération au développement | - Aménagement du territoire - Environnement et politique de l'eau - Rénovation rurale et conservation de la nature - Logement - Agriculture - Économie - Politique de l'énergie - Pouvoirs subordonnés (cultes et communes) - Politique de l'emploi - Travaux publics et transport - Bien-être des animaux - Sécurité routière - Tutelle des provinces, des intercommunalités et des communes |
| Compétences résiduelles | | |
| - Justice - Fiscalité (plus de 90 % de la fiscalité) - Défense nationale - Droit civil - Immigration - Union économique et monétaire - Recherche scientifique (surtout aérospatial) - Télécommunications - Transport (SNCB, aériens..., excepté bus, tram, métro) - Énergie - Commerce international - Police - Politique étrangère - Aide au tiers-monde - Relations avec l'Union européenne - Financement (pour 90 %) des régions et communautés - Pensions - Santé publique - Travail et allocations de chômage - Allocations pour invalidité - Allocations pour orphelins, veufs et veuves. - etc. | | |

### Territoriale
|                                    | Territoires d'application des compétences | Territoires d'application des compétences        | Territoires d'application des compétences | Territoires d'application des compétences        | Territoires d'application des compétences                             | Territoires d'application des compétences |
| Institutions compétentes           | Région de langue néerlandaise de Belgique | Communes à facilités en FR de la région flamande | Région de langue française de Belgique    | Communes à facilités en NL de la région wallonne | Région bilingue de Bruxelles-Capitale                                 | Région de langue allemande                |
| ---------------------------------- | ----------------------------------------- | ------------------------------------------------ | ----------------------------------------- | ------------------------------------------------ | --------------------------------------------------------------------- | ----------------------------------------- |
| État fédéral                       | oui                                       | oui                                              | oui                                       | oui                                              | oui                                                                   | oui                                       |
| Région flamande                    | oui                                       | oui                                              | -                                         | -                                                | -                                                                     | -                                         |
| Région wallonne                    | -                                         | -                                                | oui                                       | oui                                              | -                                                                     | oui                                       |
| Région de Bruxelles-Capitale       | -                                         | -                                                | -                                         | -                                                | oui                                                                   | -                                         |
| Communauté flamande                | oui                                       | oui, avec exceptions                             | -                                         | -                                                | choix personnel                                                       | -                                         |
| Communauté française               | -                                         | -                                                | oui                                       | oui, avec exceptions                             | choix personnel                                                       | -                                         |
| Commission communautaire commune   | -                                         | -                                                | -                                         | -                                                | oui, pour les matières personnalisables et les institutions bilingues | -                                         |
| Commission communautaire française | -                                         | -                                                | -                                         | -                                                | choix personnel, matières transférées par la Clause de Saint-Quentin  | -                                         |
| Communauté germanophone            | -                                         | -                                                | -                                         | -                                                | -                                                                     | oui                                       |

## Fusions et transferts

### Institutions flamandes
La Région flamande n'a jamais été constituée, puisque la loi spéciale du 8 août 1980 a organisé la fusion de ses institutions avec celle de la Communauté flamande. Cette dernière est en effet compétente pour les néerlandophones de la région de Bruxelles-Capitale, mais la faible proportion de Flamands bruxellois par rapport à ceux de Flandre ne posait pas de difficulté quant à la création d'institutions uniques.

### Accord de la Saint-Quentin
Par l'« accord de la Saint-Quentin », intervenu le 31 octobre 1992, la Communauté française a décidé le transfert de certaines compétences vers le Parlement wallon et la Commission communautaire française (COCOF), notamment une partie des matières culturelles (les infrastructures sportives, le tourisme — régionalisé en 2014 — et la promotion sociale), des matières personnalisables (l’aide aux personnes handicapées, la politique familiale, la politique d’aide sociale, la politique du troisième âge, la politique de la santé, l’accueil et l’intégration des immigrés) et de l'enseignement (le transport scolaire et la gestion des bâtiments scolaires publics).

## En termes de ressources publiques
Le budget des communautés et régions correspond — hors service de la dette — à 51 % de l'ensemble des budgets belges.
La sixième réforme de l'État belge, orchestrée en 2011 et 2014, a accru de 20 milliards d'euros les moyens propres des entités fédérées, dont le total passe ainsi de 45 à 65 milliards d'euros. L'accroissement de l'autonomie fiscale des régions va permettre à la Région flamande de disposer de 79 % de recettes propres, contre 67 % pour la Région wallonne et 61 % pour Bruxelles-Capitale. À l'issue de cette réforme, la Flandre bénéficie d'un budget plus important que celui de l'autorité fédérale.